# Valencia Street Circuit
Valencia Street Circuit – hiszpański tor wyścigowy położony w Walencji. Tor ma długość 5419 m i od sezonu 2008 gościł wyścigi Formuły 1. Pierwszy wyścig Formuły 1 na tym torze (Grand Prix Europy) odbył się 24 sierpnia 2008 i liczył 57 okrążeń o łącznej długości 310,080 km. Od sezonu 2013 tor miał naprzemiennie z Circuit de Catalunya organizować Grand Prix Hiszpanii, jednak do tego nie doszło. Po roku 2012 tor pozostaje opuszczony i do dzisiaj niszczeje.
Przed wyścigiem, po kwalifikacjach przemalowano miejsce startowe zdobywcy pole position z lewej na prawą stronę toru. Stało się to na wniosek delegata FIA ds. bezpieczeństwa Charliego Whitinga.

## Zwycięzcy wyścigów
| Sezon | Kierowca           | Zespół           |        |
| ----- | ------------------ | ---------------- | ------ |
| 2008  | Felipe Massa       | Ferrari          | Wyniki |
| 2009  | Rubens Barrichello | Brawn-Mercedes   | Wyniki |
| 2010  | Sebastian Vettel   | Red Bull-Renault | Wyniki |
| 2011  | Sebastian Vettel   | Red Bull-Renault | Wyniki |
| 2012  | Fernando Alonso    | Ferrari          | Wyniki |

Liczba zwycięstw (kierowcy):
- 2 - Sebastian Vettel,
- 1 - Fernando Alonso, Rubens Barichello, Felipe Massa

Liczba zwycięstw (konstruktorzy):
- 2 - Red Bull Racing, Ferrari
- 1 - Brawn GP

Liczba zwycięstw (producenci silników):
- 2 - Renault, Ferrari
- 1 - Mercedes